# Брезовки
Брѐзовките (Leccinum) са род базидиеви гъби. Берат се няколко вида за трапезата, два от които се срещат сравнително често близо до дърветата, с които формират симбиоза. Старото латинско наименование е Krombholziella. Някои автори присъединяват брезовките към род Манатарки (Boletus).

## Общи белези
- Сиво-бели тръбички.
- Пънче, покрито с тъмни люспи и бразди.
- Меко месо на гуглата.
- Месото на пънчето по-жилаво от това на гуглата.
- Кафяв споров прашец.
- Месото потъмнява от бяло на сиво (или друг тъмен цвят) при нараняване. При някои видове основата на пънчето слабо посинява при нараняване.

## Видове, най-често срещани в България, и съответните дървета
- Обикновена брезовка (L. scabrum) с бреза.
- Габърова брезовка (L. griseum syn. L. carpini) с габър.
- Оранжева брезовка, още Оранжева манатарка (L. aurantiacum syn. L. rufum) с топола.